# Massimo Sani
Massimo Sani (Ferrara, 21 agosto 1929 – Roma, 21 luglio 2018) è stato un regista, sceneggiatore e giornalista italiano.

## Biografia
Dopo la laurea in Chimica conseguita nell'ateneo della sua città natale, Ferrara, si dedica immediatamente alla sua grande passione, il cinema, fondando nel capoluogo emiliano assieme al suo coetaneo Renzo Ragazzi il cineclub Fedic. Entra in contatto con altri giovanissimi amanti del cinema (fra i quali Massimo Felisatti, Ezio Pecora, Fabio Pittorru, Guido Fink oltre al più anziano Florestano Vancini) che negli anni cinquanta, in una città positivamente segnata dalle esperienze documentaristiche giovanili di Michelangelo Antonioni, contribuiscono a creare una vivacità culturale notevole.
Dopo alcune regie di cortometraggi girati a Ferrara assieme a Pecora e Ragazzi (Oggi c'è mercato, Incontro sul fiume e Nozze d'argento) diventa collaboratore della Rai nel 1956 e per conto della televisione italiana è autore e regista di svariati documentari e inchieste filmate che vengono mandate in onda nella seconda metà degli anni cinquanta e agli inizi degli anni sessanta (Benelux, Esuli dall'Ungheria, Reno, fiume d'Europa, SAAR, La giustizia tedesca davanti al nazismo ecc.) sia come cortometraggi che come servizi articolati in più puntate.
Nel frattempo, nel 1958 e fino al 1965, diviene corrispondente del settimanale Epoca e dei periodici del gruppo Arnoldo Mondadori Editore in Germania, collaborando successivamente per altre riviste come Il Mondo, La Fiera Letteraria, Il Ponte.
Lavora, durante la sua permanenza in Germania, con il regista tedesco Alfred Andersch alla sceneggiatura del film di coproduzione italo-tedesca La rossa del 1962 con Rossano Brazzi fra gli interpreti.
Firma poi, assieme a Ragazzi, altri registi o da solo, altri film inchiesta per la Rai che escono tra il 1965 ed il 1999 (Il crollo di un impero, Persia, anniversario di un impero, Italia in guerra, Prigionieri, Prigionieri italiani andato in onda nel 1999 su Raitre per il ciclo La Grande storia, ecc.) e sceneggiati televisivi come La guerra al tavolo della pace del 1975.
Ha inoltre partecipato alla regia di opere cinematografiche collettive (come L'addio a Enrico Berlinguer del 1984 assieme a Carlo Lizzani, Ettore Scola, Bernardo Bertolucci, Francesco Maselli e molti altri e Un altro mondo è possibile sempre di registi vari coordinati da Francesco Maselli per documentare le giornate del G8 di Genova nel 2001), scritto diversi testi teatrali e vinto numerosi premi per la sua attività di documentarista risultando anche finalista del Prix Italia nel 1987. È membro dell'Associazione nazionale autori cinematografici ed ha tenuto numerosissimi corsi sul cinema per studenti e corsi di aggiornamento per insegnanti.
Il comune e l'amministrazione provinciale di Ferrara, con la collaborazione dell'istituto ferrarese di storia contemporanea e del Liceo Ariosto, in occasione del suo ottantesimo compleanno, gli hanno dedicato un'iniziativa dal titolo Massimo Sani, un regista ferrarese di fronte alla storia. L'iniziativa, articolata nelle giornate di 27, 28 e 29 novembre 2009 ha visto proiezioni delle sue opere e convegni. Inoltre una mostra è stata allestita alla sala Alfonso I del castello estense, con materiali spesso inediti provenienti dall'archivio romano del regista.

## Filmografia
- L'addio a Enrico Berlinguer (1984) - documentario
- Abruzzo 1943-44: la guerra  dimenticata in 2 puntate (1992),  per Rai, con la consulenza storica di Costantino Felice
- Un altro mondo è possibile (2001) - documentario
- La primavera del 2002 - L'Italia protesta, l'Italia si ferma (2002) - videodocumentario

## Prosa televisiva
- La guerra al tavolo della pace, regia di Paolo Gazzara e Massimo Sani (1975)

## Radio
- Settembre 1920: L'occupazione delle fabbriche, regia di Carlo Di Stefano, 8 marzo 1971.